# Kakenge
Kakenge est une localité du territoire de Mweka dans la province du Kasaï en République démocratique du Congo.

## Géographie
Elle est située sur la route nationale RN 41 à 54 km à l'est du chef-lieu territorial Mweka.

## Administration
Localité de 22 198 électeurs recensés en 2018, la localité a le statut de commune rurale de moins de 80 000 électeurs, elle compte 7 conseillers municipaux en 2019.